# Dích dắc

Minh họa đường dích dắc

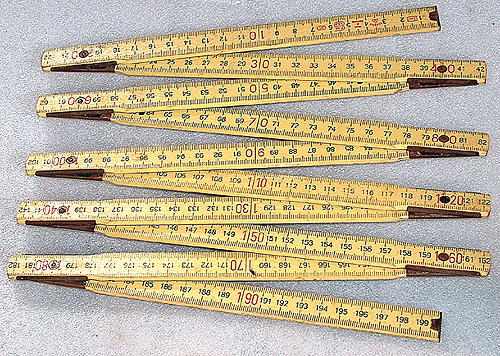
Thước 2 mét hình dích dắc

Dích dắc, rích rắc hay hình chữ chi, ngoằn ngoèo (tiếng Anh: zigzag) là một loại mẫu hình có những đường đi xiên từ bên này sang bên kia, tạo thành những góc nhọn hoặc  đường song song có thể có đường song song hoặc không(như hình vẽ). Nguồn gốc của từ "zigzag" còn chưa xác định, nó xuất hiện lần đầu trong những cuốn sách của Pháp vào cuối thế kỉ 17.